# جاك ماركس (صحفي)
جاك ماركس (بالإنجليزية: Jack Marx)‏ هو صحفي أسترالي، ولد في 1965.